# Сагг, Зои
Зои «Зоелла» Элизабет Сагг (англ. Zoe Elizabeth Sugg; род. 28 марта 1990) — британская интернет-персона, более известная как Zoella. Её дебютный роман «Девушка Online» был выпущен в ноябре 2014 года.

## Биография
Зои выросла в Лакоке, Уилтшир, где обучалась в средней школе The Corsham School и в колледже искусств. Имеет младшего брата Джо Сагга, на YouTube больше известного как ThatcherJoe. В настоящее время он проживает в Брайтоне.

## Личная жизнь
На данный момент Сагг состоит в отношениях с Алфи Дейсом, больше известным, как PointlessBlog. Близкими друзьями звезды являются ютьюберы Каспар Ли, Луиз Пентланд, Наоми Смарт, Таня Бёрр, Джим Чапман, Трой Сиван, Коннор Франта, Маркус Батлер, Тайлер Окли и Марк Ферисс.
6 марта 2021 года Зои Сагг и Алфи Дейс рассказали в социальных сетях о том, что ждут ребенка, который должен появиться на свет в сентябре.
29 августа 2021 года у Зои и Алфи родилась дочь, которую назвали Оттили Рю Дейс.
6 декабря 2023 года у Зои и Алфи родилась вторая дочь, которую назвали Нови Нелл Дейс.

## Карьера
Зои работала в качестве стажера во внутренней дизайнерской компании, когда она создала свой блог Zoella в феврале 2009 года. Уже к концу года блог имел тысячу подписчиков, к марту 2014 её канал насчитывал более 140 млн просмотров. По состоянию на 2015 год, Зои имеет более 540 млн просмотров на канале.
В 2013 году Сагг была названа одним из послов «Национального Обслуживания Граждан» (National Citizen Service (NCS)), помогая продвигать недавно созданную молодёжную службу. В следующем году она была названа первым «Интернет-Послом» за деятельность в благотворительной организации по охране психического здоровья.
В 2014 году выпустила ряд косметических продуктов под торговой маркой «Zoella Beauty». В ноябре того же года вышел её роман «Девушка Online». Продолжение романа вышло 20 октября 2015 года под названием «Девушка Online. В турне».8 июля 2016 года объявила о скором выходе третьей книги. Третья книга серии «Девушка Online. Going solo» вышла 17 ноября 2016 года.
В 2015 году выпустила свою вторую коллекцию косметических продуктов «Zoella Beauty».В мае 2016 года выпустила свою третью коллекцию косметических продуктов «Zoella Beauty» «Sweet Inspirations»

## Youtube
В начале её карьеры канал был назван «zoella280390», о чём ей постоянно напоминает её брат Джо Сагг в их совместных видео. Она рассказывала про моду, красоту, делала различные обзоры на модные и стильные вещи. Её второй канал MoreZoella содержит в себе влоги, где она рассказывает и показывает, что она делает в тот или иной день. Она является участником «Style Haulnetwork» и была представлена Домиником Смэлесом на «Gleam Futures».
В 2013 году Зои упоминается в The Telegraph, как один из самых влиятельных британцев в Твиттере. По состоянию на декабрь 2015 года Зои достигла 11 миллионов подписчиков и более 663 миллионов просмотров на канале. Её второй канал «MoreZoella» имеет более 3,4 млн подписчиков и более 290 миллионов просмотров.
Она также имеет более 7,6 миллионов подписчиков в Twitter и 11,1 млн в Instagram.

## Награды и номинации
В 2011 году Зоелла получила награду Cosmopolitan в категории «Лучший Блог о Красоте». В следующем году она победила в номинации «Лучший Бьюти-блогер». В 2013 и 2014 она была награждена, как «Лучший Британский Блоггер» на Radio 1 Teen Awards. В 2014 году она одержала победу в номинации «Любимый Британский Блогер» на Nickelodeon Kids' Choice Award. В 2015 году, наряду с Викторией Бекхэм и Эммой Уотсон, Сагг попала в список самых вдохновляющих «Женщин Десятилетия» по версии журнала Grazia.

## Фильмография
| Год  |   | Русское название       | Оригинальное название      | Роль             |
| ---- | - | ---------------------- | -------------------------- | ---------------- |
| 2014 | с | Свободные женщины      | Loose Women                | играет саму себя |
| 2014 | с | Этим утром             | This Morning               | играет саму себя |
| 2015 | с | Лучший пекарь Британии | The Great British Bake Off | играет саму себя |